# 2014年ソチオリンピックのキルギス選手団
2014年ソチオリンピックのキルギス選手団（2014ねんソチオリンピックのキルギスせんしゅだん）は、2014年2月7日から23日までロシアのソチで開催されたソチオリンピックキルギス選手団の名簿。

## 選手団
- 人員: 選手 1人
- 開会式旗手: エフゲニー・ティモフェエフ

## アルペンスキー
- エフゲニー・ティモフェエフ

男子大回転 (61位、3:11.72)
男子回転 (41位、2:15.43)